# Simon Deutsch
Pour les articles homonymes, voir Deutsch.
Simon Deutsch ( hébreu : שִׁמְעוֹן דויטש ; c. 1822 - mars 1877) est un bibliographe, homme d'affaires et révolutionnaire juif autrichien. Il était un membre important de la Première Internationale et un vétéran de la Commune de Paris.

## Biographie
Simon Deutsch est né à Vienne en 1822 de parents de Mikulov (Nikolsburg), Moravie. Il étudie à la Yechiva de Nikolsburg et ensuite suit des cours de philosophie et de pédagogie conformément à une loi de 1842 visant à moderniser le rabbinat morave.
Jeune homme, il se consacra aux études d'hébreu à Vienne. Il catalogue en collaboration avec A. Kraft les manuscrits hébreux en possession de la Bibliothèque impériale de Vienne et a publié un ouvrage grammatical médiéval en 1845. De 1844 à 1848, Deutsch a collaboré à Der Orient, un hebdomadaire juif allemand basé à Leipzig ; et de 1846 à 1848, il écrit pour Sonntagsblätter, revue littéraire et culturelle viennoise, fondée et éditée par Ludwig August Frankl von Hochwart. Aux côtés de l'écrivain Franz Gräffe, Deutsch a co-publié Jüdischer Plutarch en 1848, qui contenait des biographies d'éminents poètes, peintres, scientifiques, mathématiciens, médecins, philosophes et éducateurs juifs,. Cette même année, il devient membre de la Société orientale allemande, une des premières associations savantes à accueillir les Juifs dans ses rangs.
En 1848, Deutsch se rangé du côté du Printemps des peuples, s'échappant après son effondrement en France. A Paris, avec l'aide de Mme Strauss, l'amie de Börne, il entreprit une carrière commerciale, dans laquelle il réussit. Il occupe un poste de premier plan au sein du Département des Finances de la Commune de Paris. Après la chute de la Commune en mai 1871, Deutsch est dénoncé au gouvernement comme communiste. Il est arrêté et emprisonné à Versailles, et seuls les efforts de l'ambassadeur autrichien Richard von Metternich lui sauvent la vie.
En 1875, Deutsch commença à publier le Maḥberet de Menahem ben Sarouk dans des fascicules avec annotations et traductions en yiddish, sur la base d'un manuscrit de la Bibliothèque impériale de Vienne, mais l'œuvre reste incomplète. Vers la fin de sa vie, Deutsch est un partisan du mouvement des Jeunes-Turcs. Il mourut subitement à Constantinople pour affaires et fut inhumé au Cimetière du Père-Lachaise à Paris.